# العلاقات العربية الباكستانية
العلاقات العربية الباكستانية هي العلاقات الخارجية بين باكستان وجامعة الدول العربية.

## خلفية
تتمتع باكستان بعلاقة وثيقة وقوية مع منطقة الشرق الأوسط، ولا سيما المملكة العربية السعودية والإمارات العربية المتحدة وسوريا والأردن واليمن ولبنان. برزت هذه العلاقات عندما ضرب زلزال هائل المناطق الشمالية في باكستان عام 2005 حيث أرسلت الدول العربية مساعدات عاجلة على الفور، وساهمت بمليارات الدولارات لإعادة إعمار المنطقة. تتمتع باكستان أيضًا بعلاقات ثقافية ودفاعية/عسكرية واسعة مع معظم الدول الأعضاء في جامعة الدول العربية. تمتلك باكستان أيضًا علاقات تجارية واسعة مع الدول العربية، وخاصة المملكة السعودية والإمارات المتحدة، حيث تحتل السعودية المرتبة الثانية كأكبر شريك تجاري لباكستان بعد الولايات المتحدة. نظرا لهذا الارتباط الوثيق مع جامعة الدول العربية، دعا الرئيس الروسي فلاديمير بوتين باكستان في عام 2006 إلى الدورة الأولى لمجموعة الرؤية الاستراتيجية لروسيا والعالم الإسلامي في محاولة لتعزيز علاقات موسكو مع اللاعبين الكبار في العالم الإسلامي. يلتحق طلاب الجيش والبحرية والقوات الجوية من العديد من الدول العربية بشكل روتيني في دورات تدريبية في الأكاديميات العسكرية الباكستانية بينما قام طيارو القوات الجوية الباكستانية بتشغيل الطائرات المقاتلة المصرية والأردنية والسورية في حربي 1967 و1973 ضد إسرائيل.
تخدم وحدات من الجيش الباكستاني والبحرية والقوات الجوية أيضًا فترات زمنية مخصصة في مجالات تخصصها في المملكة العربية السعودية والإمارات العربية المتحدة كمدربين وأطقم صيانة. يتكون جزء كبير من القوات الجوية والجيش لدولة الإمارات العربية المتحدة من أفراد عسكريين باكستانيين.
في عام 2007، حضر الرئيس الباكستاني، برويز مشرف، قمة جامعة الدول العربية التي عقدت في الرياض على الرغم من أن باكستان لم تحصل بعد على صفة عضو مراقب. وباكستان حاليا في مراحل الانتهاء من اتفاقية التجارة الحرة مع دول مجلس التعاون الخليجي، بينما تستمر المحادثات لمنح باكستان صفة مراقب في الجامعة.

## مقارنة
|                                 | جامعة الدول العربية                               | باكستان                                               |
| ------------------------------- | ------------------------------------------------- | ----------------------------------------------------- |
| السكان                          | 423,000,000                                       | 210,440,005                                           |
| المساحة                         | 13,333,296 كم 2 (5,148,048 ميل مربع)              | 881,913 كم 2 (340509 ميل مربع)                        |
| الكثافة السكانية                | 27.17 / كم 2 (70.4 / ميل مربع)                    | 240.3 / كم² (555 / ميل مربع)                          |
| العاصمة                         | القاهرة                                           | إسلام آباد                                            |
| أكبر مدينة                      | القاهرة - 19,500,000 (20,439,541 المنطقة الحضرية) | كراتشي - 24,300,000                                   |
| نوع المنظمة والحكومة            | منظمة إقليمية واتحاد سياسي                        | جمهورية إسلامية برلمانية اتحادية                      |
| اللغات الرسمية                  | العربية                                           | الأردية والإنجليزية                                   |
| الأديان الرئيسية                | 91٪ الإسلام، 5.8٪ المسيحية، 4٪ أخرى               | 97٪ الإسلام، 1.2٪ المسيحية، 1.2٪ الهندوسية، 0.6٪ أخرى |
| الناتج المحلي الإجمالي (الاسمي) | 3.5 تريليون دولار (15,915 دولار للفرد)            | 285.525 مليار دولار(1,410 دولار للفرد)                |